# Koryto (naczynie)

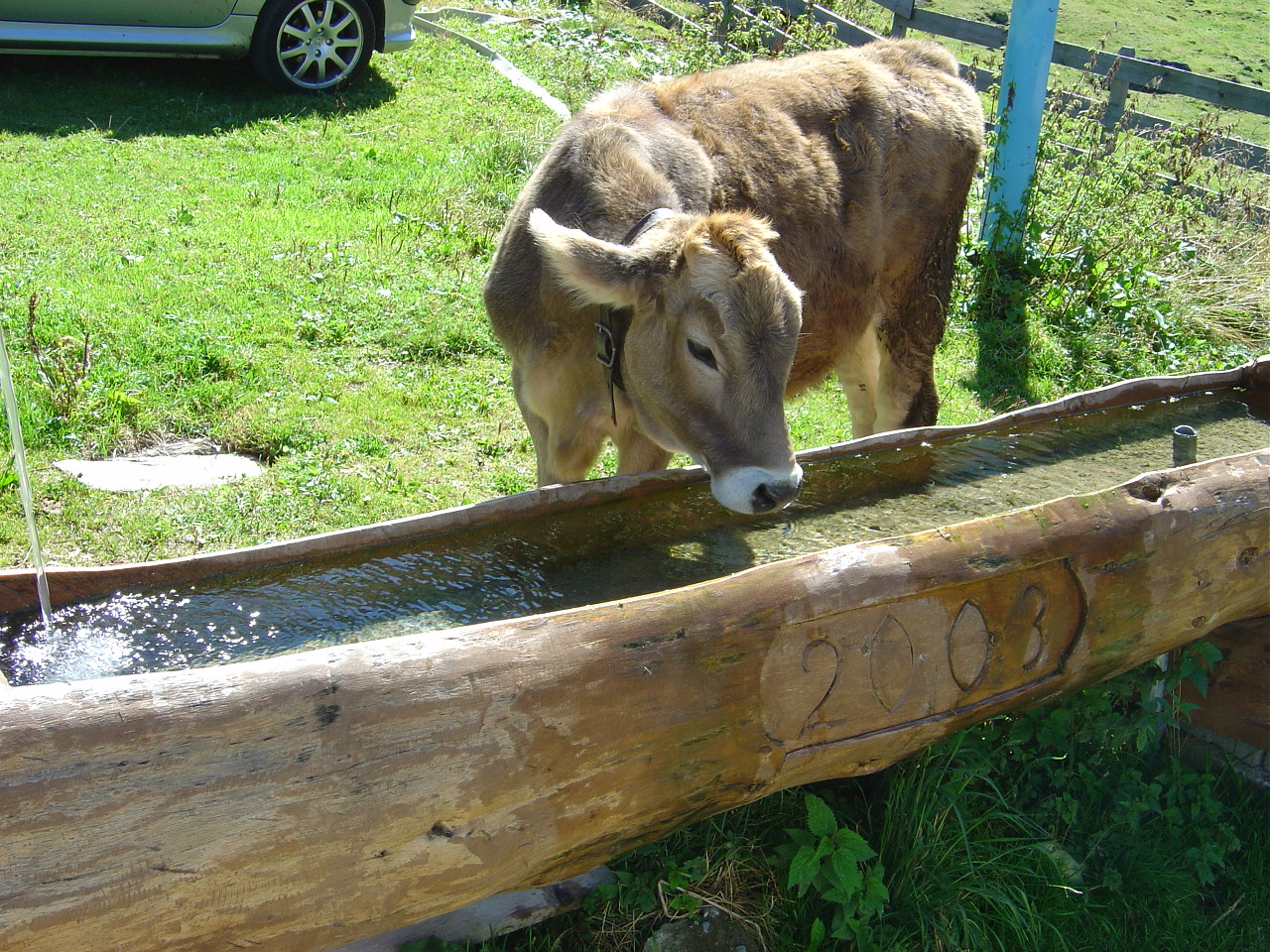
Koryto z wodą

Koryto – podłużne naczynie gospodarskie służące do podawania pożywienia i wody zwierzętom gospodarskim. Najczęściej używane do karmienia zwierząt żyjących stadnie, szczególnie trzody chlewnej, stosowane także jako zbiornik wody do pojenia. Koryta są długimi, wąskimi naczyniami o charakterystycznym kształcie, ułatwiającym wyjadanie karmy (zwężają się ku dołowi). Niegdyś koryta wykonywane były z drewna i kamienia, obecnie także z innych materiałów.
W wielkich fermach hodowlanych, zwłaszcza chlewniach, nie stosuje się koryt, a woda i pożywienie podawane jest w indywidualnych karmnikach.